# Marlboroughstraat

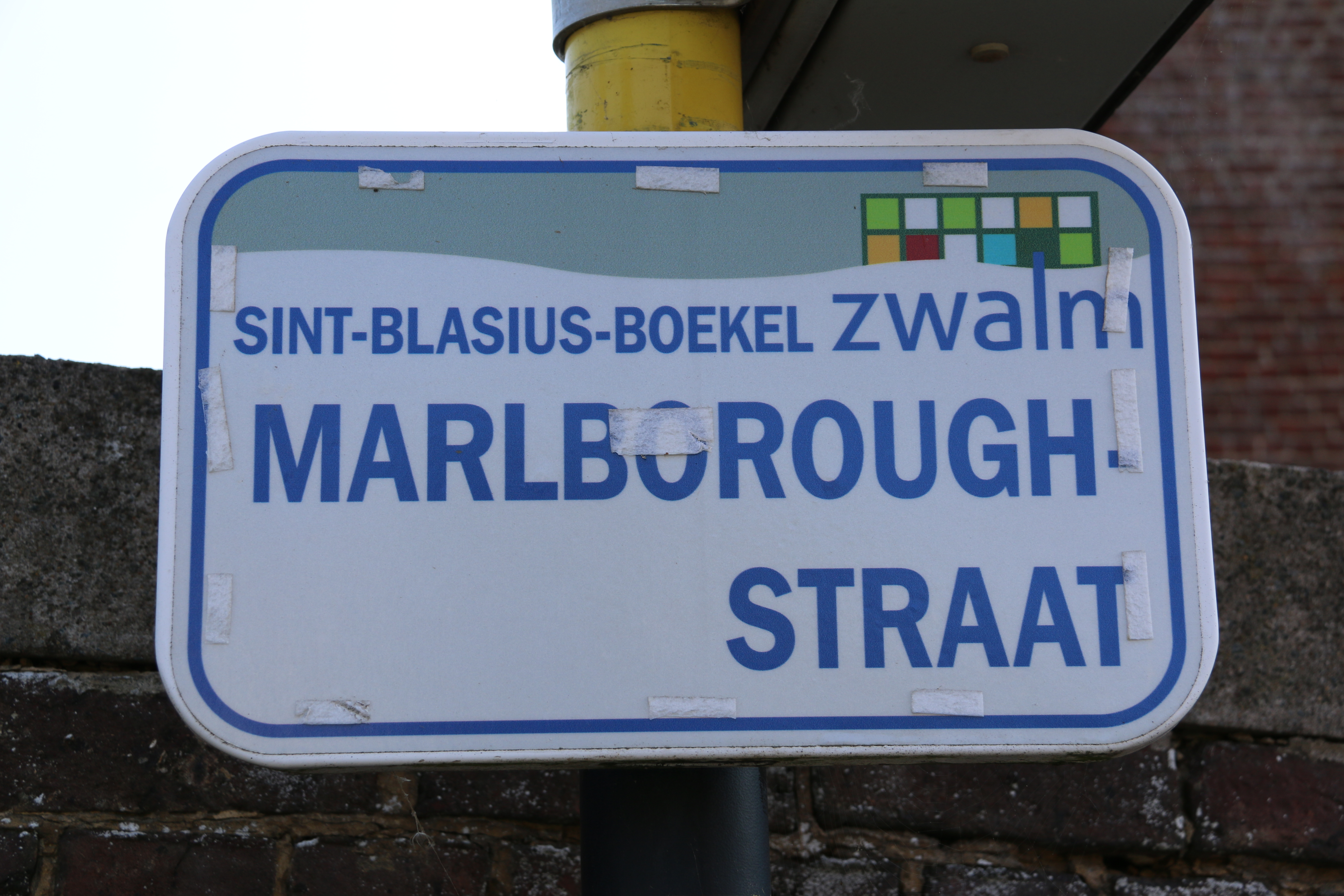

De Marlboroughstraat is een straatnaam en helling in Sint-Blasius-Boekel bekend van de wielerklassieker Ronde van Vlaanderen. 

## Wielrennen
De Marlboroughstraat is 4 keer opgenomen in de Ronde van Vlaanderen (2021-2024). De helling is de 7e helling van de dag tussen Molenberg en Berendries.
In 2021, 2022 en 2025 lag de strook ook in de Ronde van Vlaanderen voor vrouwen. 
De helling wordt in 2022 samen met de Biesestraat opgenomen in de Omloop Het Nieuwsblad, beide hellingen fungeren als vervanger voor de Molenberg waar op dat moment wegenwerken bezig zijn.